# François Perlau
François Perlau (Oostende, 17 februari 1796 - Brugge, 2 mei 1867) was een Brugs gemeenteraadslid, West-Vlaams provincieraadslid, handelaar en publicist.

## Levensloop
François Perlau stamde uit een liberale familie die in de Franse tijd behoorde tot de opkopers van kerkelijke genaaste goederen. Hij trouwde rond 1820 met Adelaïde Van der Heyde. Het echtpaar vestigde zich in Brugge en kreeg verschillende kinderen.
Hij werd gemeenteraadslid in 1830 en bleef dit tot in 1839. Hij behoorde tot de liberale strekking. In 1836 werd hij ook tot provincieraadslid verkozen voor het kanton Gistel en vervulde dit mandaat tot in 1848. Hij liet zich opmerken als radicale liberaal en antiklerikaal. Toen het kiezerskorps de voorkeur begon te geven aan de conservatief-katholieken, werd hij niet meer herkozen. 
Beroepshalve was Perlau textielhandelaar. In de handelskringen nam hij verantwoordelijkheden op:
- stichtend voorzitter van de Société de Commerce de Bruges (1836-1843),
- rechter in de Koophandelsrechtbank,
- bestuurslid van de Kamer van Koophandel,
- lid van de Commissie van de lijnwaadmarkt,
- lid van de Commissie voor de vlasnijverheid.

Zijn eigendommen in landbouwgebied brachten mee dat hij actief werd in besturen van Wateringen:
- regeerder van de Eernegemse broeken,
- regeerder van het Sint-Trudoledeken,
- regeerder van de Grote Westwatering,
- regeerder van Camerlinckx Ambacht.

Bij zijn overlijden woonde Perlau in de Wijnzakstraat en was hij eigenaar van immobiliën in een half dozijn landelijke gemeenten, alsook van 145 ha landbouwgrond. Daarnaast bezat hij ook nog 273.000 goudfranken in baar geld. 

## Publicatie
- De l'extinction du pauperisme, Brugge, 1846. In volle armoedetijd publiceerde Perlau zijn voorstellen om aan de armoede en de hongersnood te verhelpen.